# École polytechnique nationale de Quito

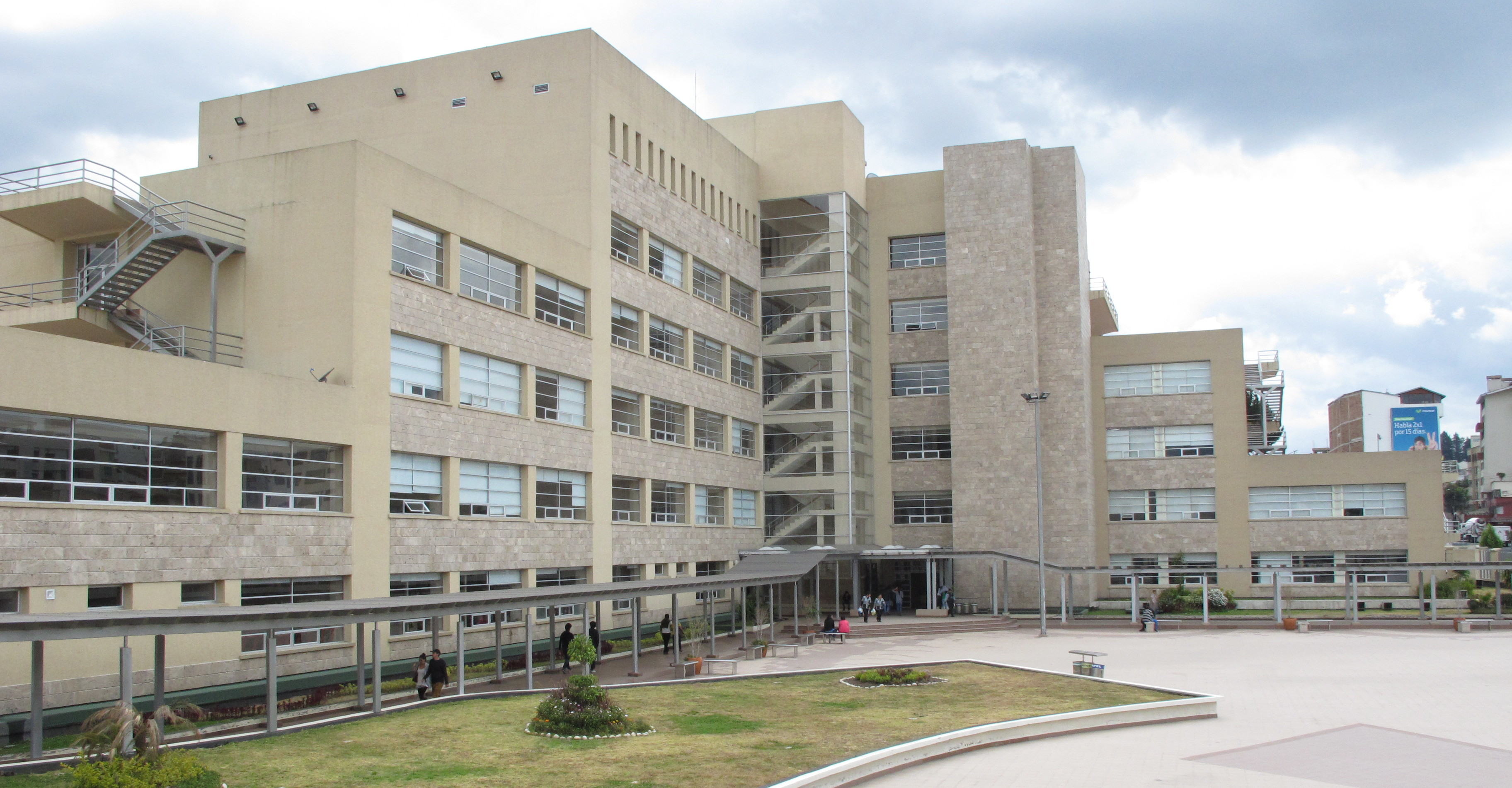
Campus de l'École polytechnique nationale.

 (juillet 2015).
Le contenu est difficilement compréhensible vu les erreurs de traduction, qui sont peut-être dues à l'utilisation d'un logiciel de traduction automatique.
L'École polytechnique nationale de Quito, en espagnol Escuela Politécnica Nacional ou EPN, est une université publique en Équateur.
L'EPN est connue pour la recherche et l'éducation dans le recherche appliquée, astronomie, physique atmosphérique, ingénierie, et sciences.
L'institut de géophysique  mesure l'activité sismique, tectonique et volcanique sur tout le territoire dont les îles Galápagos. L'observatoire astronomique de Quito, fondé en 1873 et un des plus anciens observatoires en Amérique du Sud, est géré par l'École polytechnique nationale de Quito.

## L'Institut de géophysique

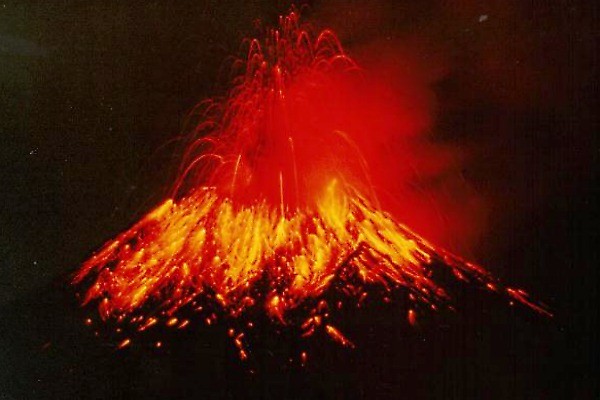
Tungurahua

## Recherche et enseignement
L'EPN propose des programmes de recherche et d'éducation dans les sciences appliquées, l'astronomie, la physique de l'atmosphère, l'ingénierie et les sciences physiques. L'Institut de géophysique surveille en outre l'activité sismique, tectonique et volcanique sur le territoire continental et dans les îles Galápagos, qui forment un archipel de l'Équateur situé dans l'est de l'océan Pacifique, à 965 kilomètres au large des côtes sud-américaines, à la latitude de l'équateur. Composé d'une quarantaine d'îles d'origine volcanique, il forme une province de l'Équateur depuis 1832 avec Puerto Baquerizo Moreno pour capitale et plus grande ville. Il accueille le parc national des Galápagos et la réserve marine des Galápagos qui constituent un site du patrimoine mondial de l'Unesco,.

## Le Bureau des programmes et des services internationaux
Le Bureau des programmes et des services internationaux fournit un service permanent et personnalisé pour toute la communauté de l'École polytechnique nationale.

## Département de métallurgie extractive
Le Département de la métallurgie extractive, aussi connu sous le nom de DEMEX, est un centre situé sur le campus de l'École nationale polytechnique, qui est centré sur la recherche appliquée dans le domaine des ressources minérales et de l'environnement, avec son accent principal sur le traitement des minéraux, la métallurgie extractive et de traitement des effluents et le recyclage des matériaux industriels. Il permet de réaliser des analyses, des tests à l'échelle de laboratoire, des tests à l'échelle pilote, et possède un laboratoire intégré, et une usine pilote qui permet de traiter et d'analyser des échantillons par spectrométrie d'absorption atomique, par minéralogie optique et par cristallographie aux rayons X.

## Département de l'Information et de la Technologie
L'École de l'Information et de la Technologie de l'EPN existe depuis 1967.

## Observatoire astronomique
L'Observatoire astronomique de Quito (en espagnol : Observatorio Astronómico Quito ou OAQ) est un institut de recherche de l'EPN. Ses grands domaines de recherche sont l'astronomie et la physique atmosphérique. En 1963, à l'initiative du président Gabriel García Moreno, le gouvernement de l'Équateur transfère la gestion de l'Observatoire à l'École nationale polytechnique. Fondé en 1873 et situé à 12 minutes au sud de l'équateur à Quito, l'Observatoire astronomique est l'un des plus anciens d'Amérique du Sud. Il abrite une lunette astronomique construite par Jacob Merz en 1875, un cercle méridien de 1889 ainsi que divers instruments de météorologie et de géodésie.

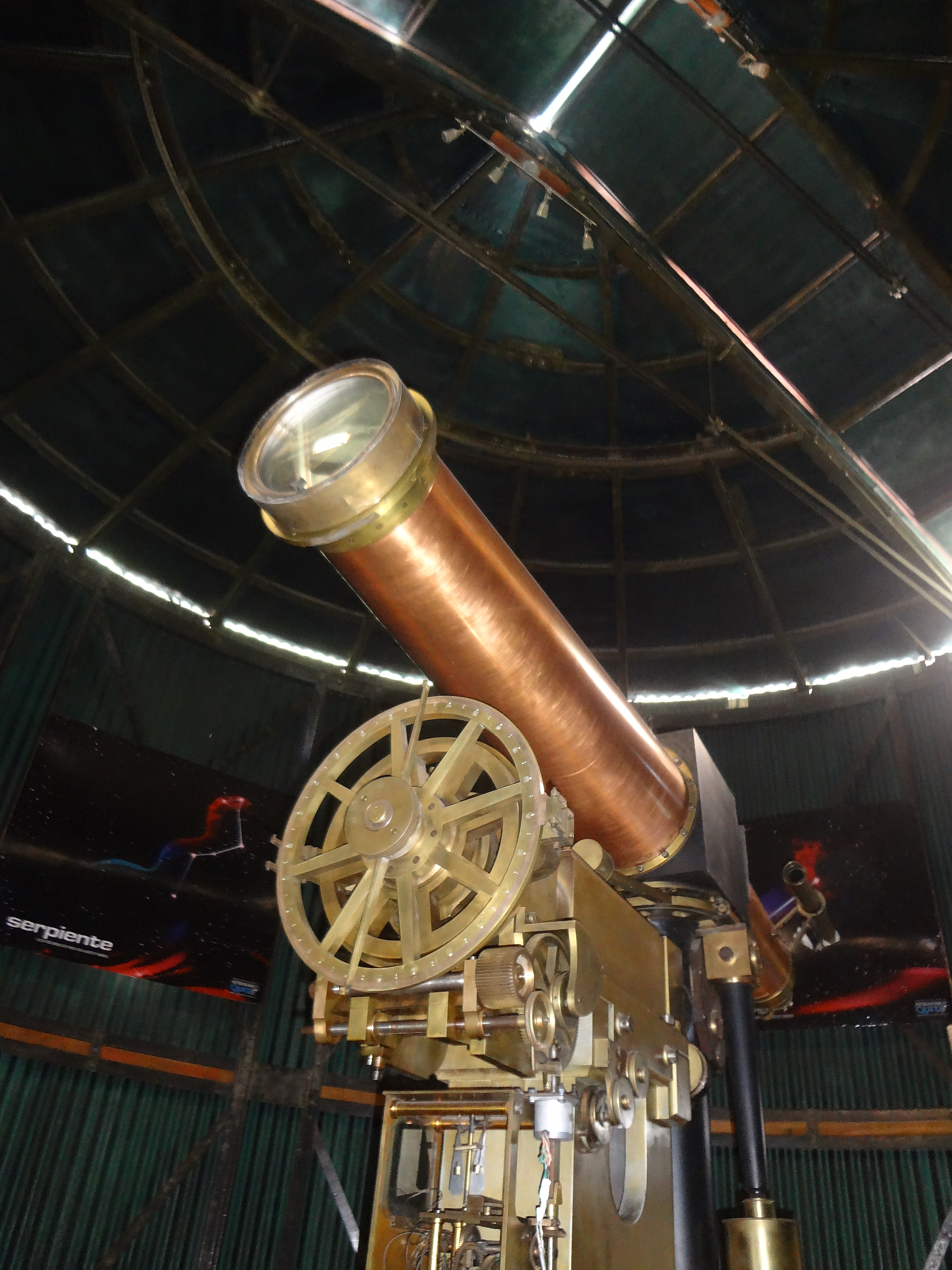
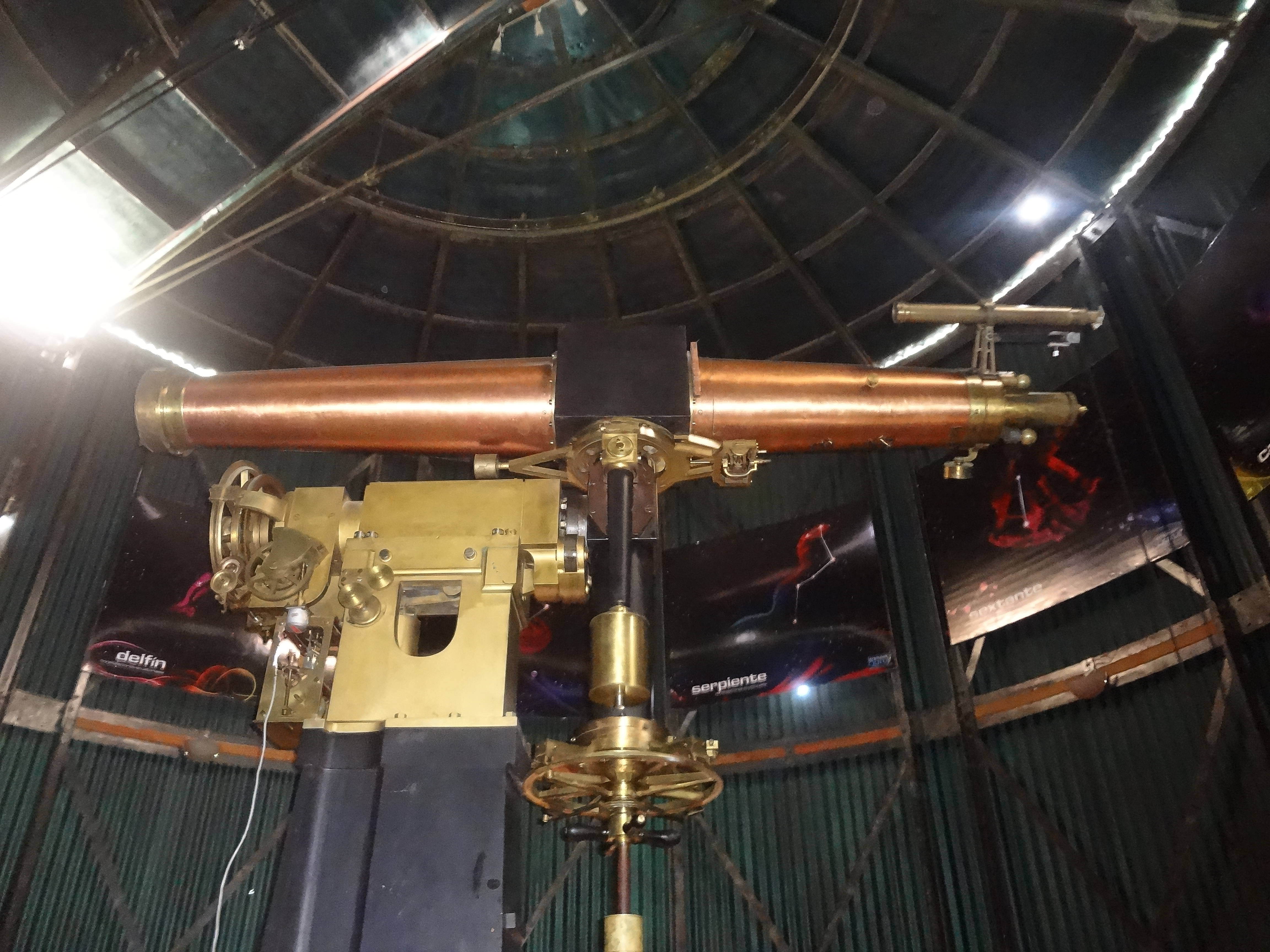
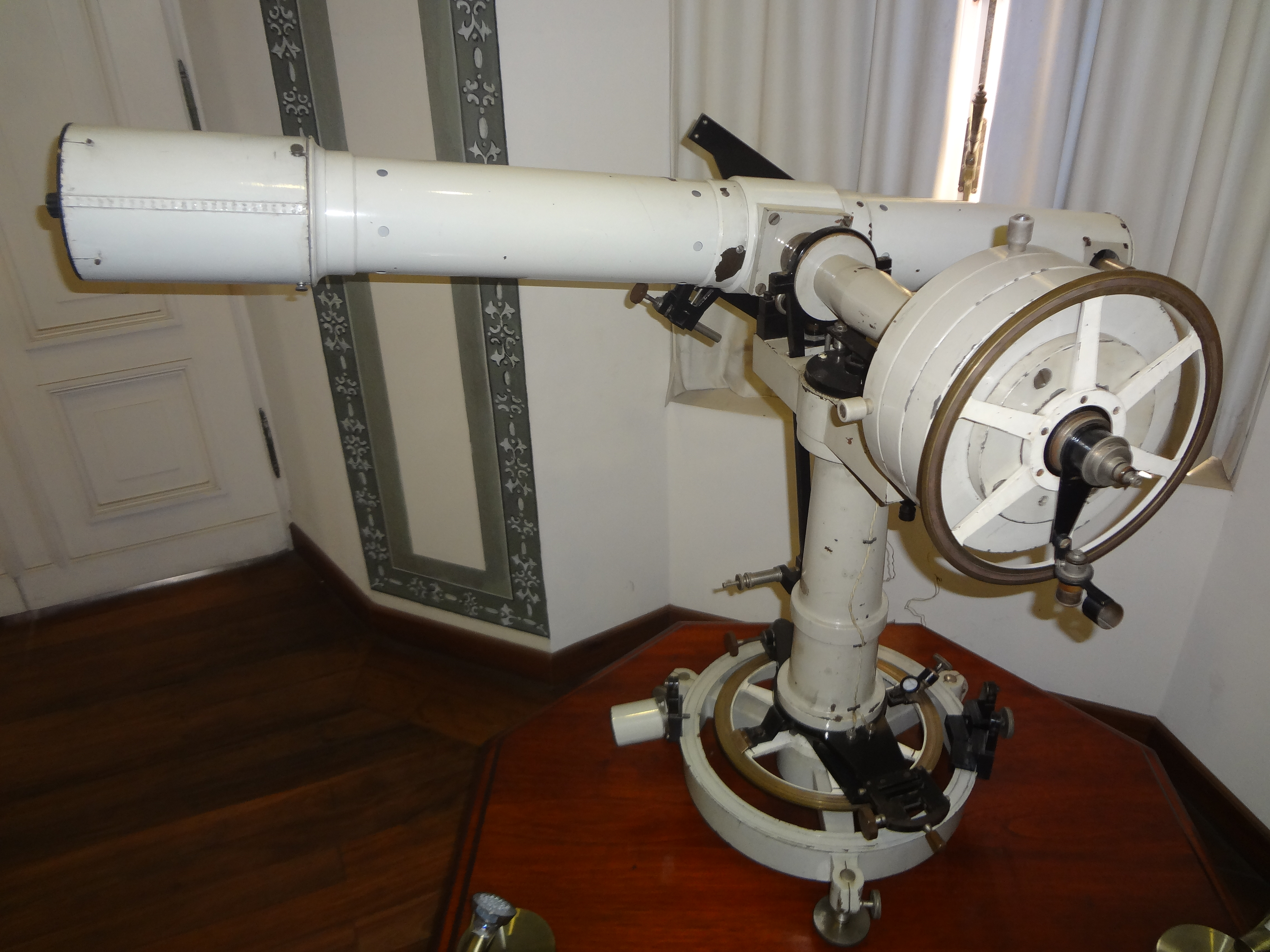
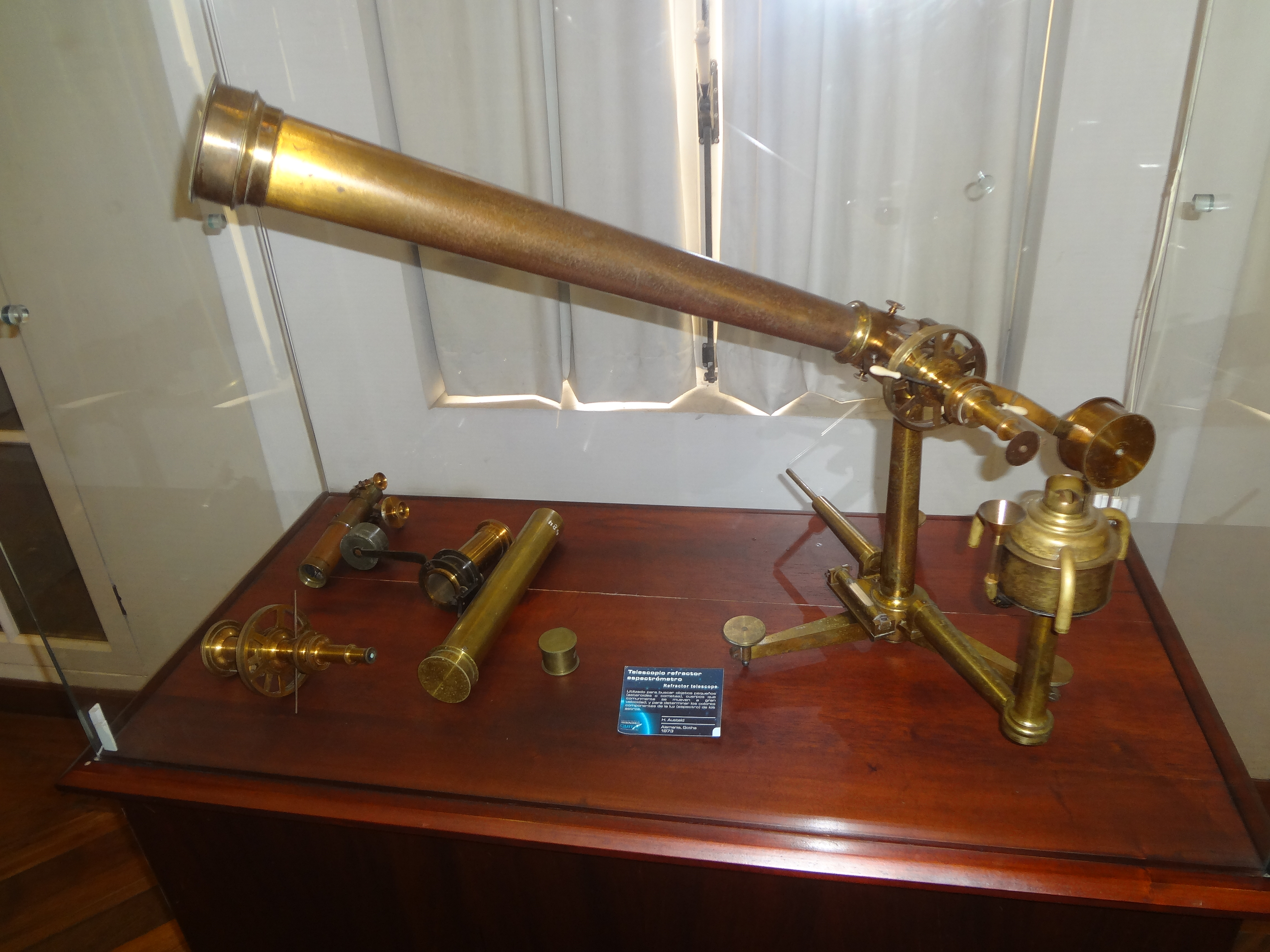
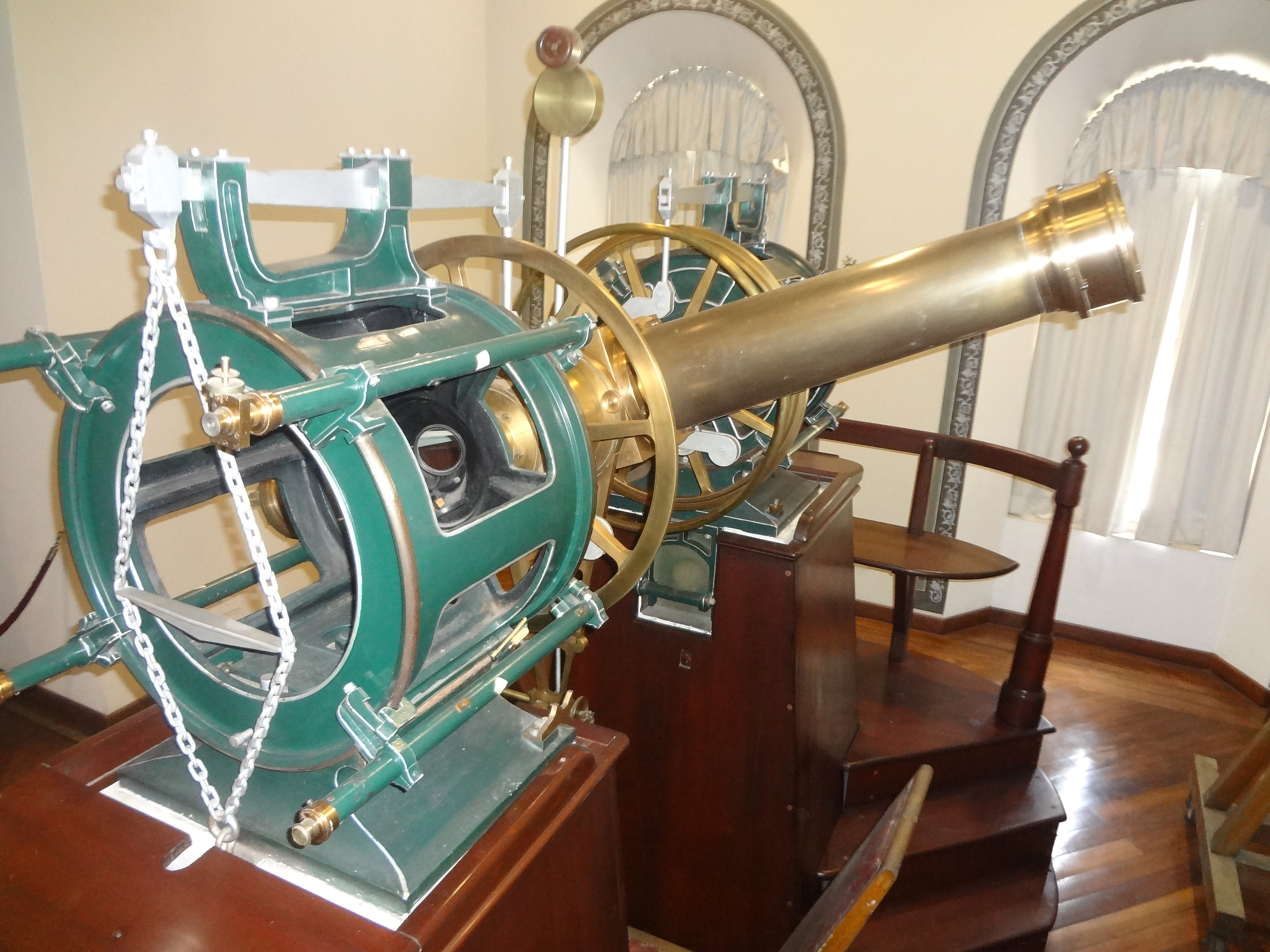
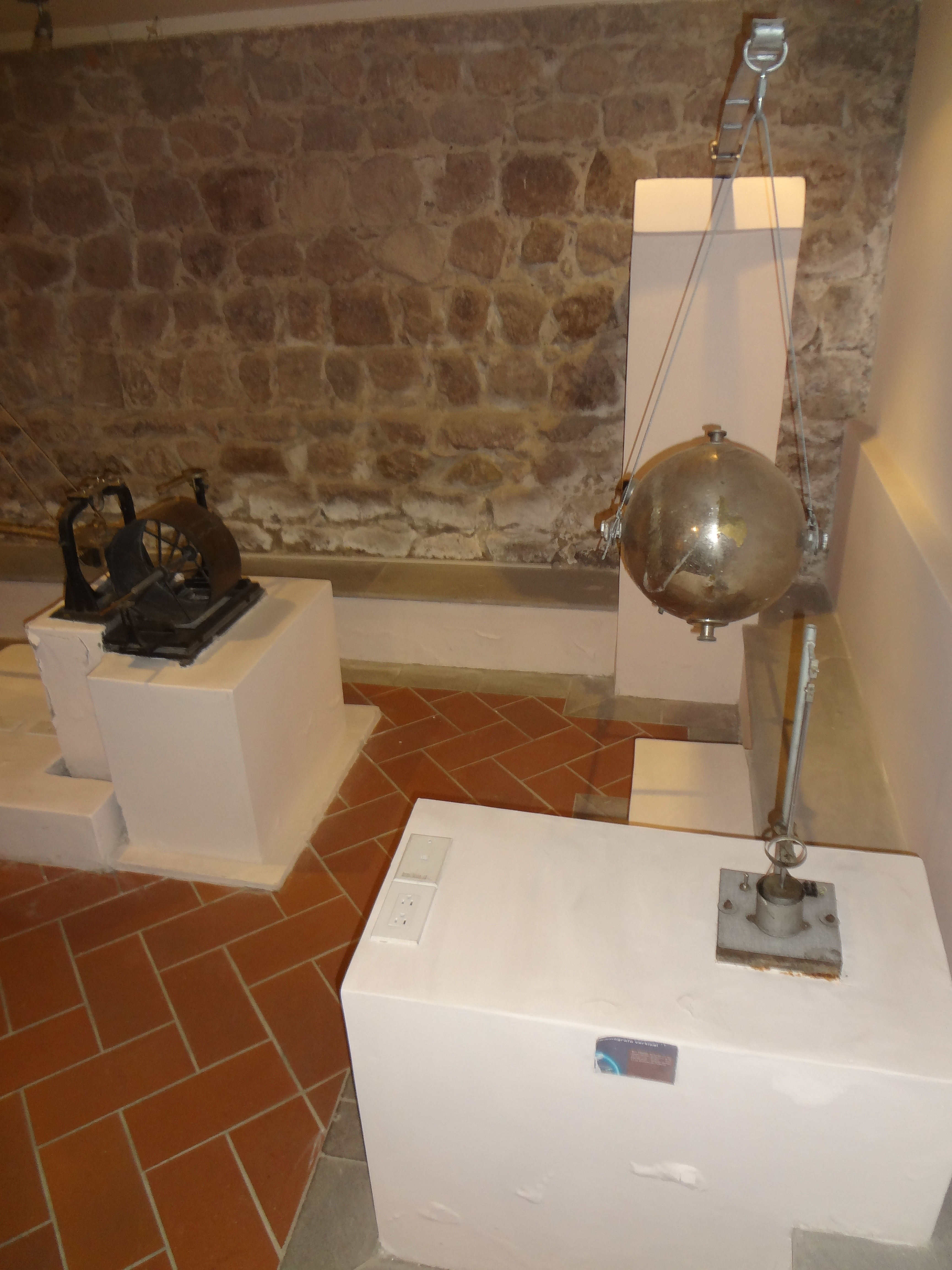
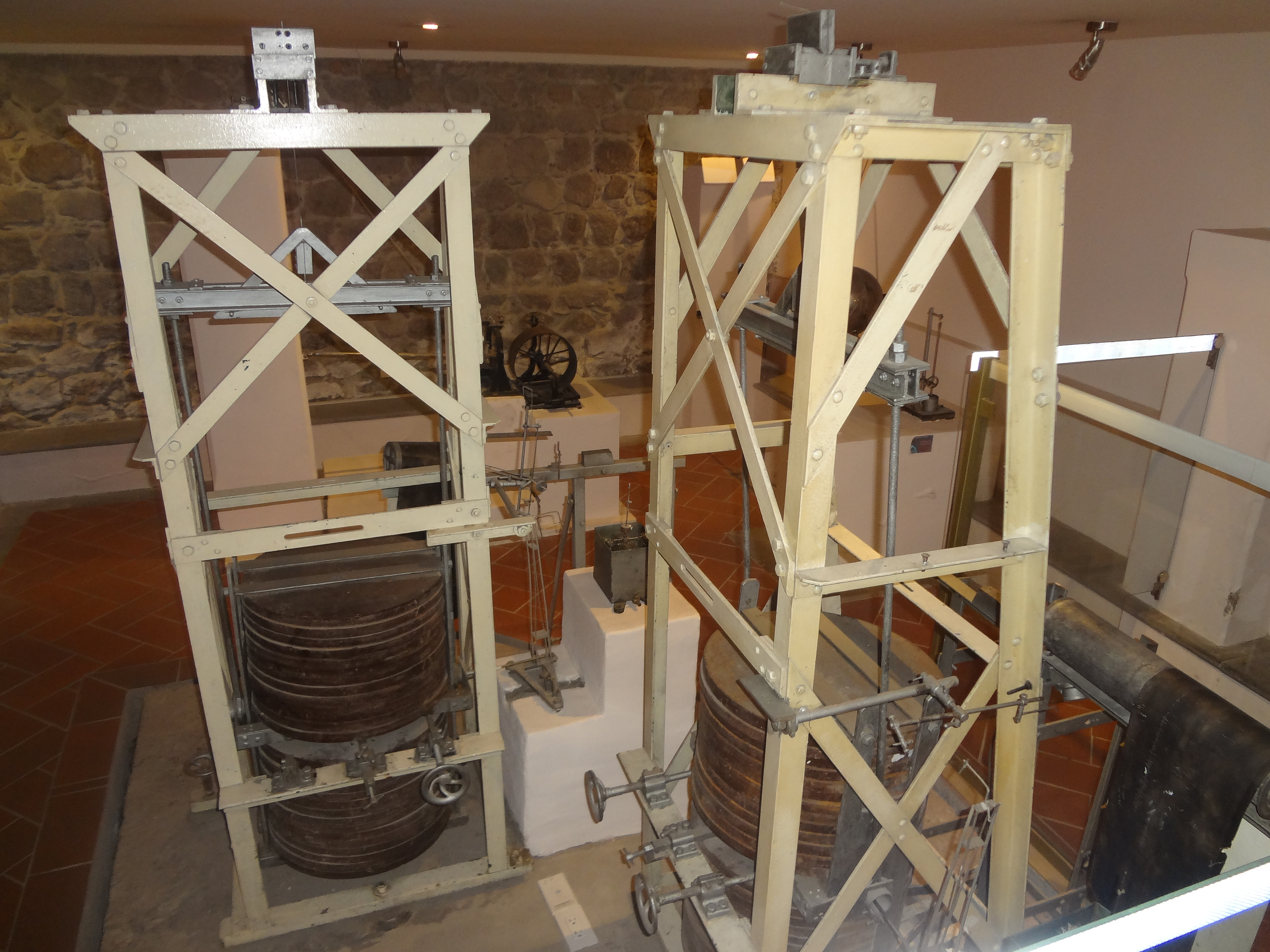

## Musée d'Histoire naturelle

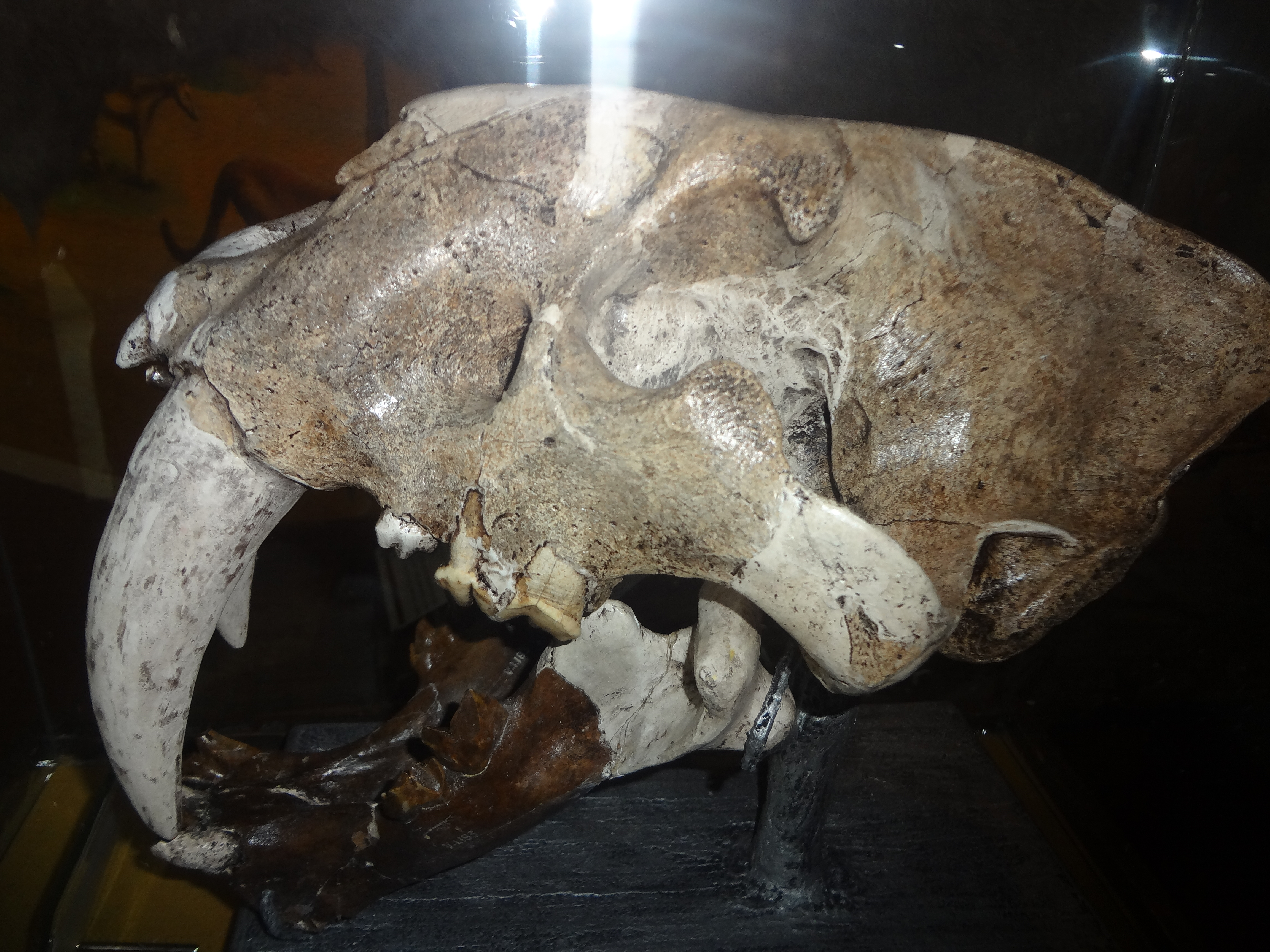
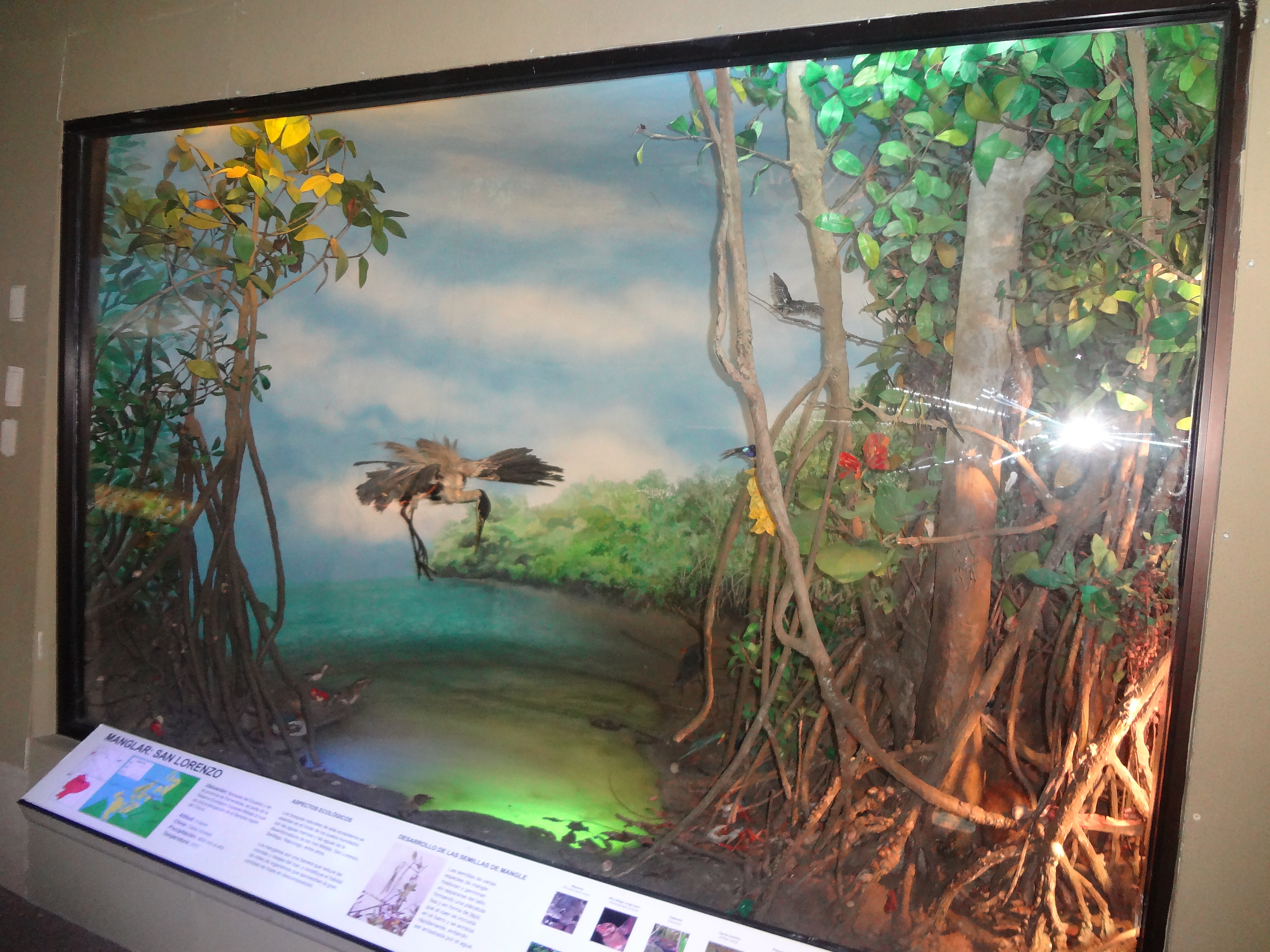
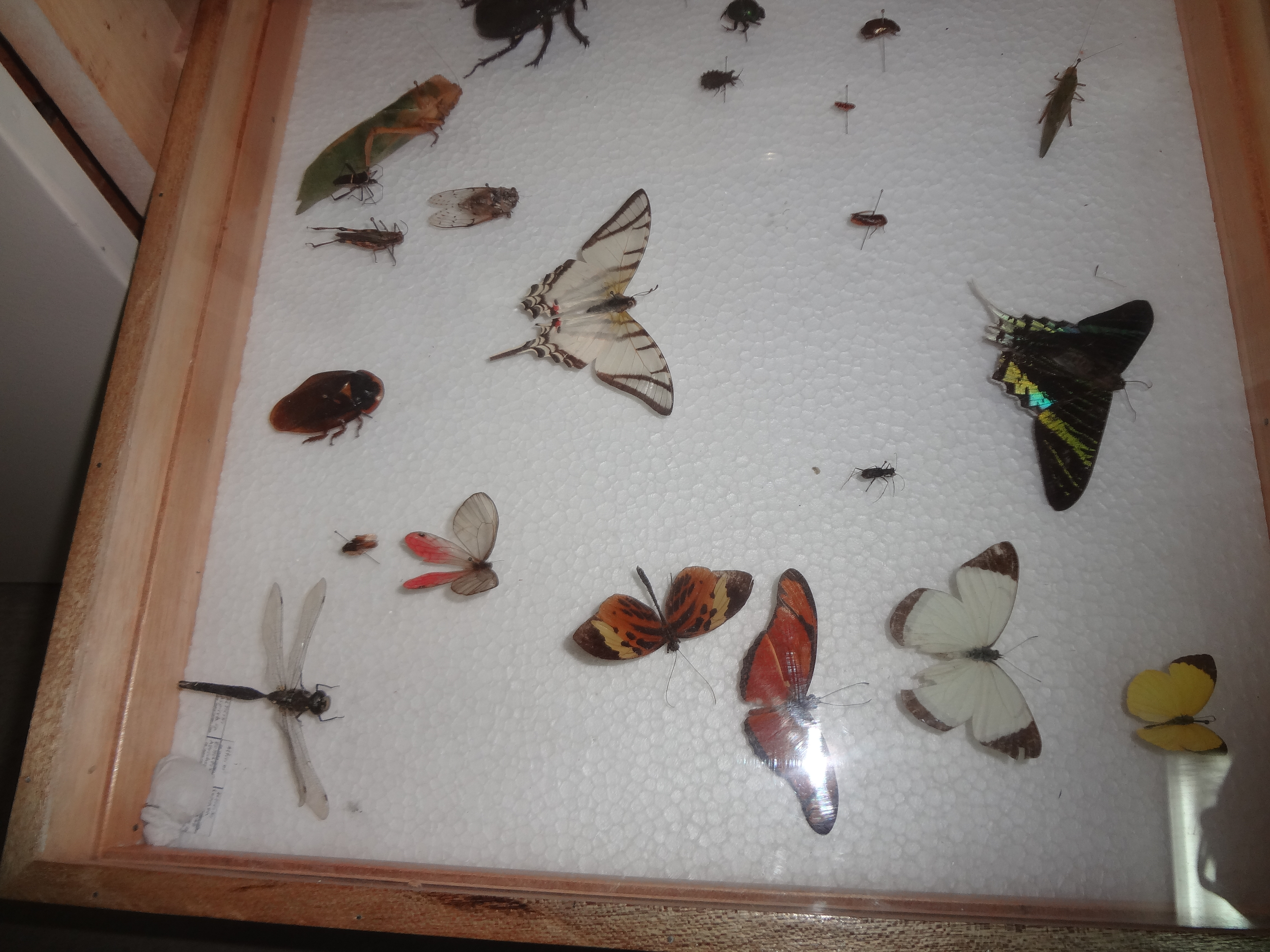
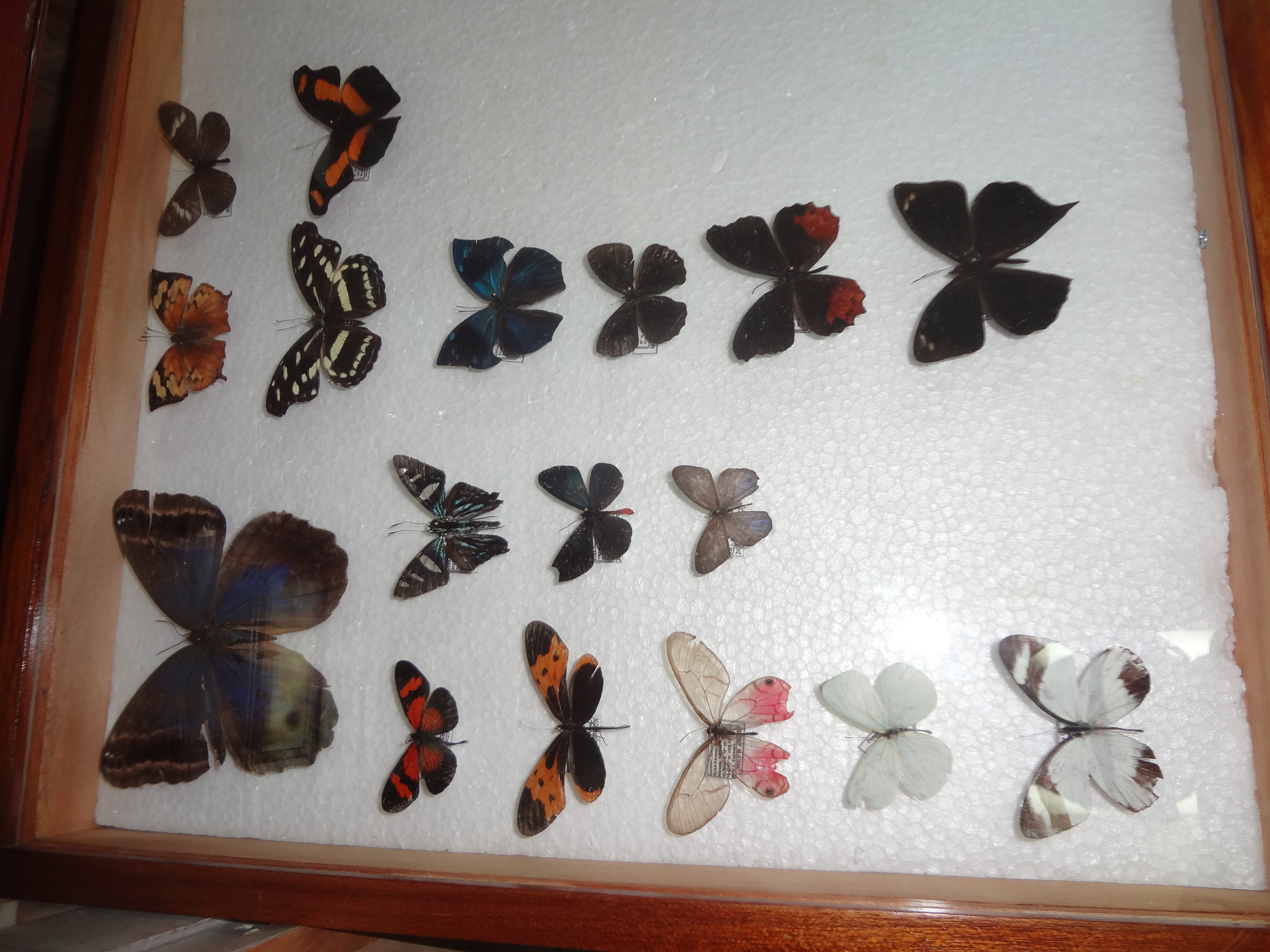
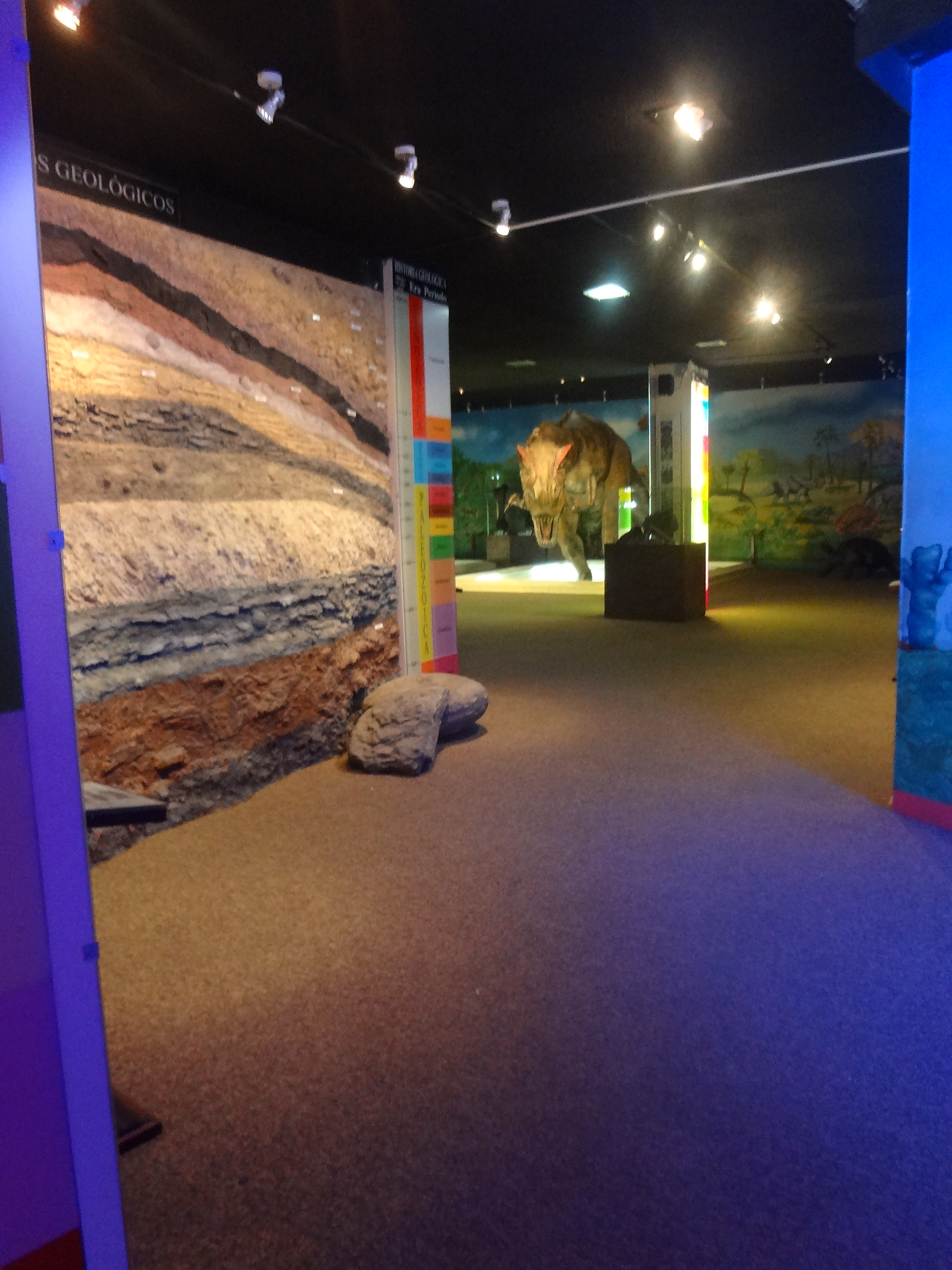
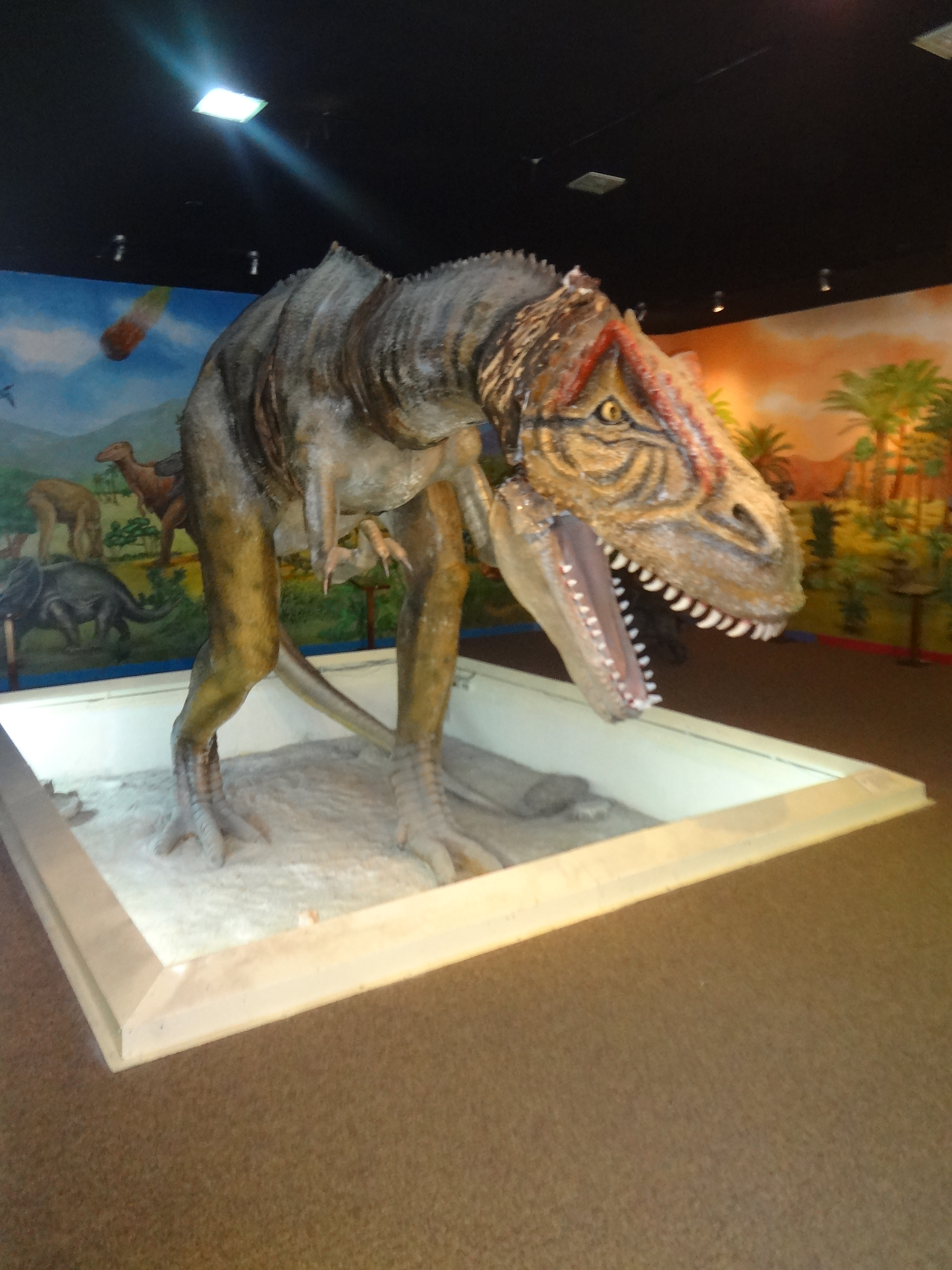
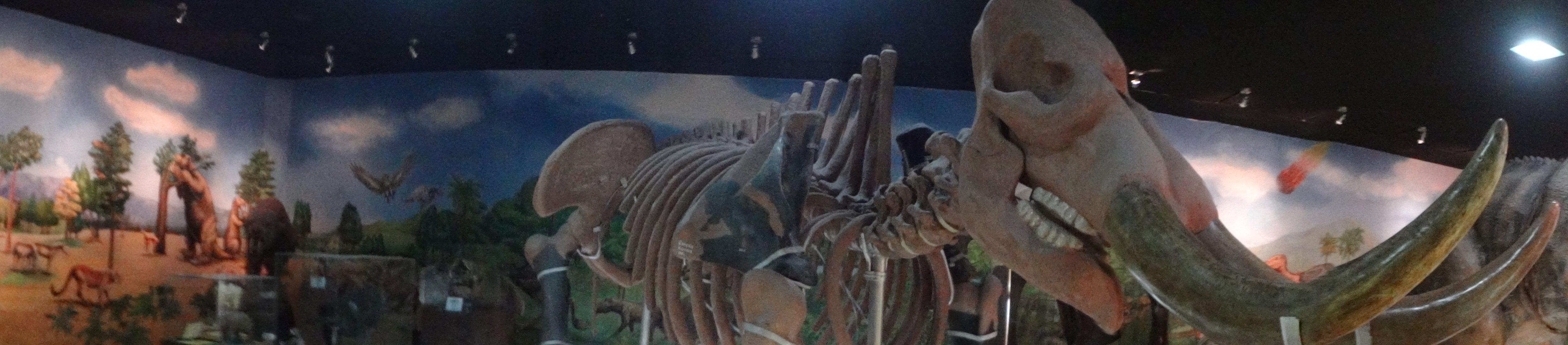

## Centre de formation continue
(juillet 2015).
Le contenu est difficilement compréhensible vu les erreurs de traduction, qui sont peut-être dues à l'utilisation d'un logiciel de traduction automatique.
Le Centre de formation continue de l'École polytechnique nationale de Quito, ou CEC-EPN, a conclu un accord avec WorldTeach, une organisation non-gouvernementale qui permet à ceux qui le souhaitent de contribuer à l'éducation dans le monde en vivant et en travaillant comme enseignants bénévoles dans les pays en développement. Fondée en 1986 par un groupe d'étudiants de l'université de Harvard, WorldTeach place les bénévoles dans des communautés partout dans le monde pour des programmes durant une année entière ou un été. Environ 400 bénévoles sont placés chaque année, avec plus de 7000 bénévoles déjà placés à ce jour. Tous les bénévoles doivent être inscrits ou avoir complété un programme universitaire de quatre ans, la plupart étant jeunes diplômés bénévoles. Chaque instructeur à la CCE est en mesure de se charger au quotidien et gratuitement d'une classe espagnole.

### Programme pour l'apprentissage du français
Depuis 2008, un programme permettant l'apprentissage du français est proposé aux étudiants de l'école.

### Programme pour l'apprentissage du mandarin
Depuis 2008, il y a un programme au CCE-EPN où les étudiants peuvent apprendre le mandarin (chinois simplifié : 官话 ; chinois traditionnel : 官話 ; pinyin : guān huà, « langue des officiels », chinois simplifié : 北方话 ; chinois traditionnel : 北方話 ; pinyin : běifāng huà, « parlers du Nord »), qui est un groupe de langues chinoises parlées dans le nord et le sud-ouest de la Chine continentale. Envisagée comme une langue, c'est celle qui compte le plus grand nombre de locuteurs dans le monde. Il s'écrit au moyen des sinogrammes et on le transcrit maintenant le plus souvent en pinyin, mais aussi en zhuyin (bopomofo).
Même si le mandarin est aujourd'hui enseigné à tous les Chinois, il n'est pas parlé de tous les Chinois les plus âgés, certains parlant d'autres langues chinoises, comme le cantonais. Le mandarin, que les dirigeants communistes ont désigné comme la langue véhiculaire de leur nation entière en une version standardisée (dénommée 普通話 pǔtōnghuà, « langue commune »), était d'abord celle de communautés chinoises du nord du pays. Bien que possédant aussi une ancienne histoire littéraire, elle ne dérive pas de la langue écrite classique littéraire et artificielle (文言 wényán), abandonnée en 1919 après avoir été utilisée comme langue écrite officielle et littéraire pendant plus de deux mille ans : en effet, c'est d'une langue vernaculaire parlée (白話 báihuà, « langue simple ») que le mandarin procède.

### Test d'anglais langue étrangère TOEFL
Le Test of English as a Foreign Language (TOEFL) ou Test d'anglais langue étrangère est un test standardisé payant qui vise à évaluer l’aptitude à utiliser et comprendre la langue anglaise dans un contexte universitaire pour ceux dont ce n’est pas la langue maternelle. Il est comparable à d’autres tests standardisés d’anglais, comme le TOEIC ou l'IELTS. 
C’est en 1964 que le TOEFL a été créé par Educational Testing Service (ETS), un organisme privé basé à Princeton, New Jersey aux États-Unis. TOEFL est une marque déposée par Educational Testing Service, l’examen est payant et coûte 240 dollars US en 2014.  
Le test d'anglais TOEIC Listening and Reading a été créé en 1979 par Educational Testing Service (ETS) à la demande du Ministère japonais de l'Économie, du Commerce et de l'Industrie (MITI) avec le soutien de la Fédération des organisations économiques japonaises, et plus particulièrement d'un homme : Yasuo Kitaoka (北岡靖男).

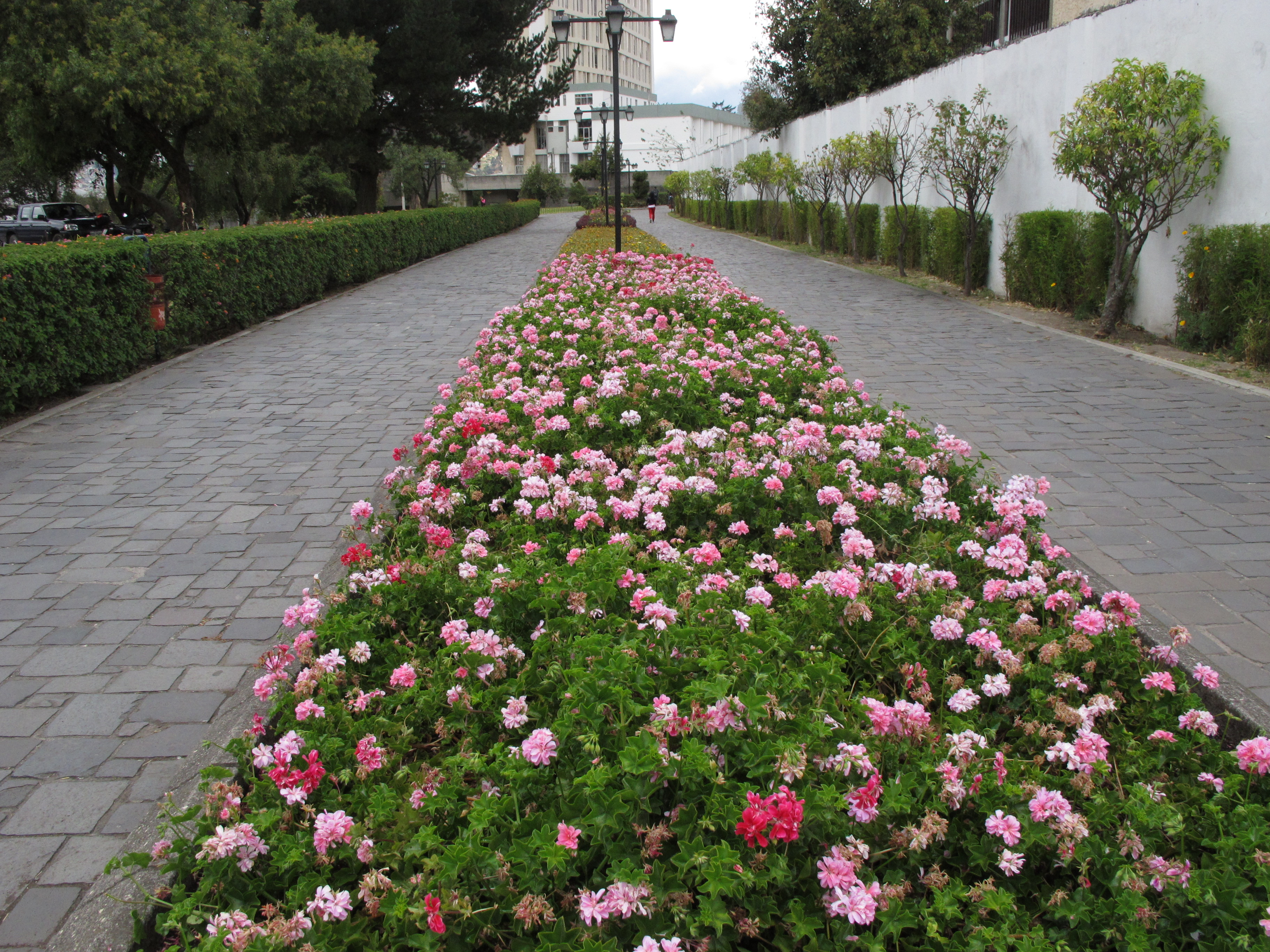
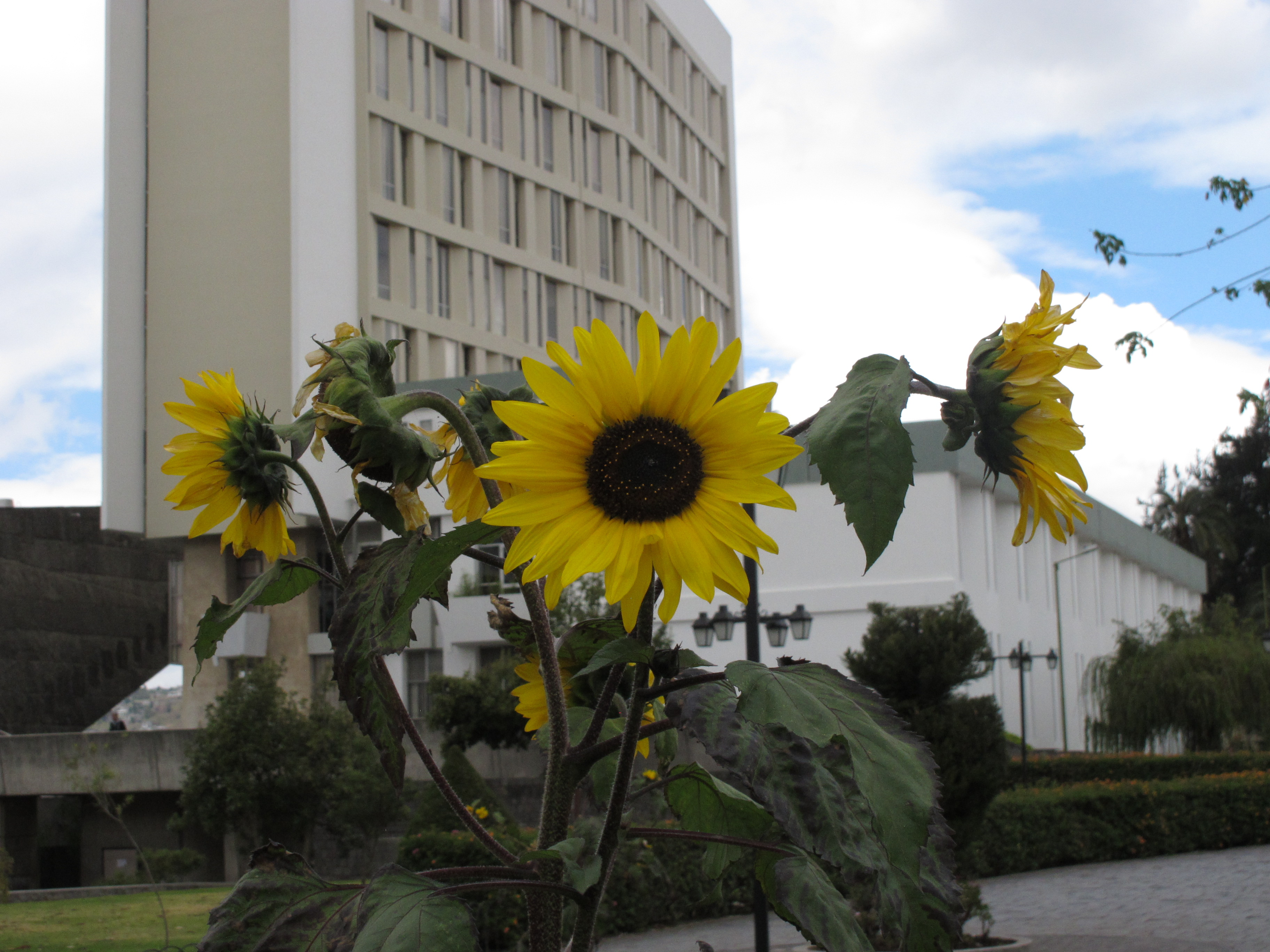
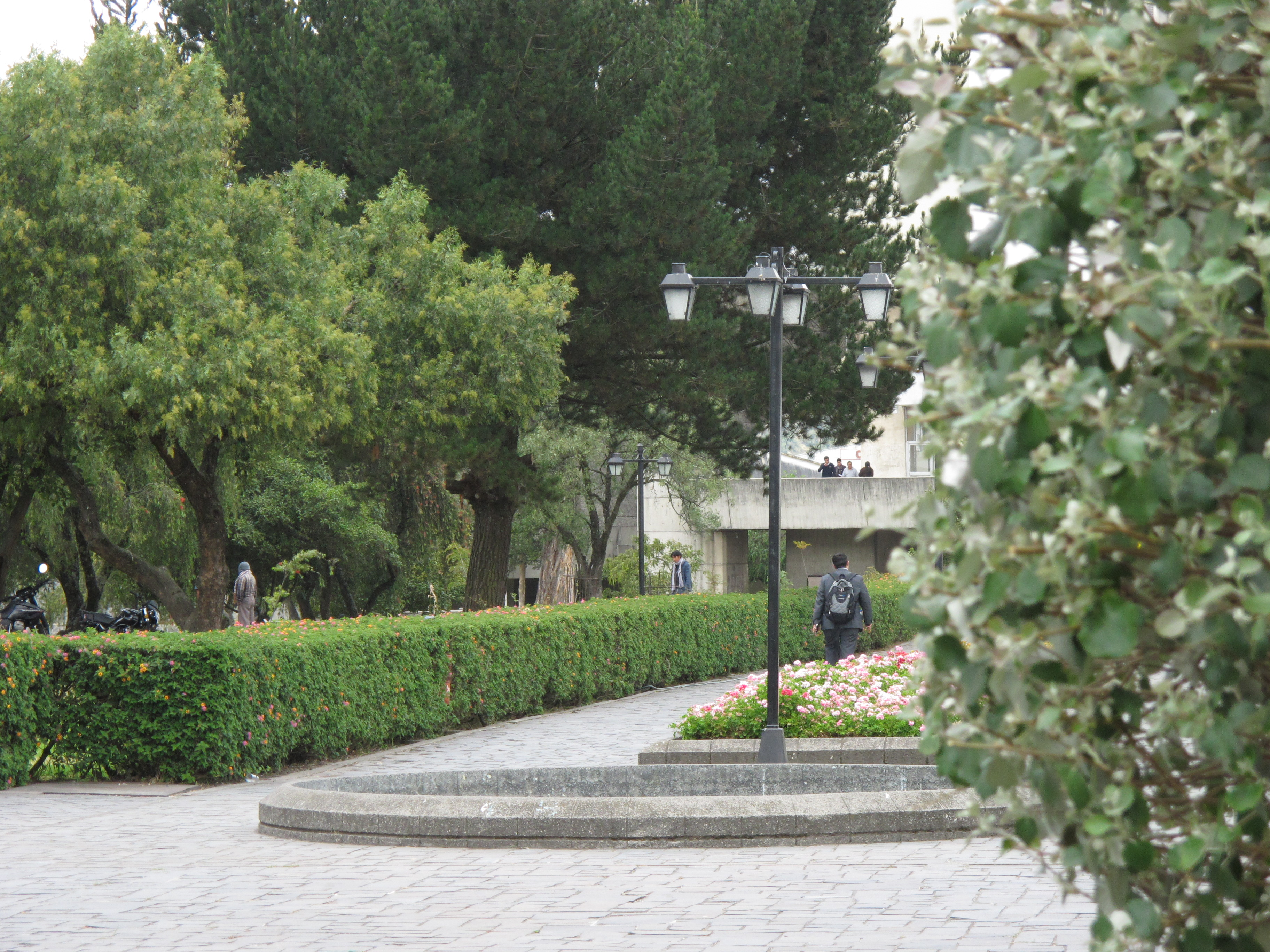
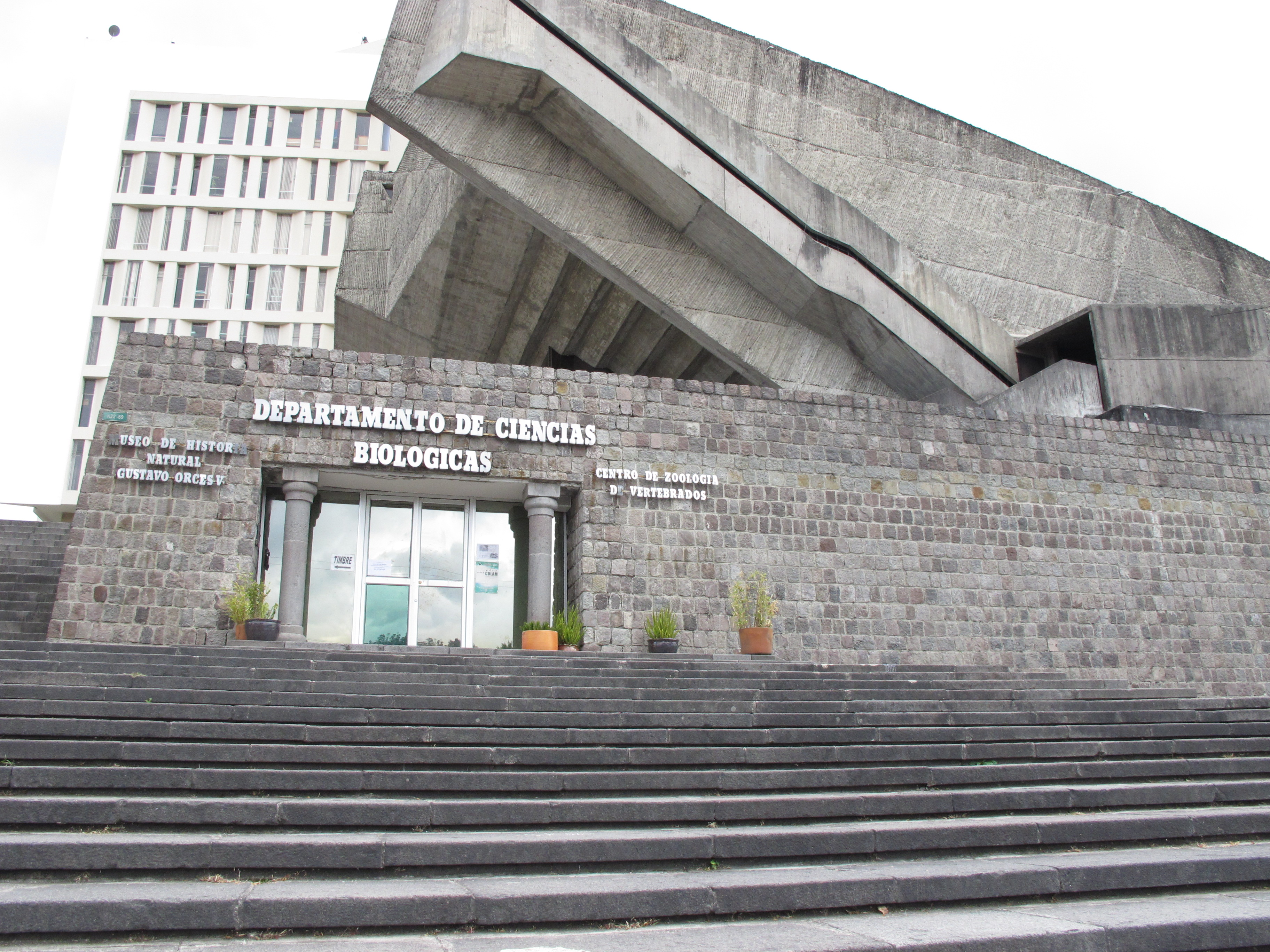